# Kinga Wojtasik
Kinga Wojtasik (nacida como Kinga Kołosińska, Lublin, 2 de junio de 1990) es una deportista polaca que compite en voleibol, en la modalidad de playa.
Ganó dos medallas en el Campeonato Europeo de Vóley Playa, plata en 2019 y bronce en 2015.

## Palmarés internacional
| Campeonato Europeo | Campeonato Europeo   | Campeonato Europeo | Campeonato Europeo |
| Año                | Lugar                | Medalla            | Pareja             |
| ------------------ | -------------------- | ------------------ | ------------------ |
| 2015               | Klagenfurt (Austria) | Medalla de bronce  | Monika Brzostek    |
| 2019               | Moscú (Rusia)        | Medalla de plata   | Katarzyna Kociołek |